# Samuel von Winterfeld
Samuel von Winterfeld (né le 11 novembre 1581 et mort le 25 juillet 1643), seigneur héréditaire de Kehrberg dans la vallée de la Prignitz, fut chanoine et gouverneur de la Marche électorale. Conseiller des margraves de Brandebourg, il s'efforça de maintenir le pays du côté des protestants au cours de la Guerre de trente ans ; soupçonné de trahison, il fut écarté du pouvoir et inculpé en 1627. Rétabli dans ses fonctions à l'avènement de Frédéric-Guillaume, il négocia la paix avec le Royaume de Suède.

## Biographie
Il était le fils de Reimar von Winterfeld (1520–1596), seigneur héréditaire de Dallmin, Kehrberg et Neustadt-an-der-Dosse ; colonel d'un régiment, sénéchal du Mecklembourg et conseiller de l’Électorat de Brandebourg ; d’Anna von Hacke, de la maison des barons de Berge. Après des études à Francfort-sur-Oder, Marbourg et Tübingen et un Grand Tour à travers la France et l’Italie, où il est accompagné par son précepteur, un juriste chevronné, Winterfeld entre au service du prince-électeur Joachim-Frédéric de Brandebourg. En 1613 il est nommé juge au tribunal impérial et siège de plein droit à la Chambre des Comptes. Il effectua de multiples missions diplomatiques au nom du prince-électeur : c'est ainsi qu'en 1614 (en prélude à la guerre de Trente Ans), Winterfeld reçut une demande d'aide pressante du roi Jacques Ier d'Angleterre, mais refusa de recevoir ses  émissaires. Winterfeld représenta en outre la Marche de Brandebourg à Prague en 1615, pour assister à la prestation de serment de l'empereur Matthias. Au cours de l’hiver 1619, il était représentant du Brandebourg lors de l'élection de Ferdinand II comme empereur.
En 1620, Winterfeld fut choisi comme conseiller et représentant des protestants de la Marche de Brandebourg. C'était une tâche difficile compte tenu de la position périlleuse de l’Électorat au milieu des rebondissements de la guerre de Trente Ans : il devait faire face aux pressions des émissaires du parti catholique, pro-impérial. Winterfeld se trouvait en première ligne des critiques, car le margrave était un homme indécis et craintif. Lorsque les terres et charges de l’Électeur palatin furent confisquées et remises à l’Électeur de Bavière, les conseillers protestants tentèrent de maintenir le margrave dans les intérêts de la Réforme. En 1623, il prit la parole à la Diète de Ratisbonne pour condamner la mise au ban du comte palatin et les confiscations, disant : « Si cela devait arriver, un comte d'Empire se trouverait rabaissé au rang d'un gentilhomme polonais. »
Alors Winterfeld mit toute son énergie à la formation d'une ligue des États protestants sous le commandement unique du roi Gustave-Adolphe, vouée à rétablir l’Électeur palatin dans ses terres et à conforter la foi réformée en terre d'Empire ; mais la rivalité entre Christian IV de Danemark et le roi de Suède retarda l'organisation de cette coalition ; et le margrave de Brandebourg, toujours indécis, tentait de temporiser pour se ménager une porte de sortie à la fois avec les catholiques et les protestants
Le roi de Danemark ne voulait en aucun cas laisser la Suède agir seule. Gustave-Adolphe débarqua peu après en Prusse-orientale, où il accabla son gendre par la prise du port de Pillau, cependant que le roi de Danemark subissait une défaite cuisante à la Bataille de Lutter le 25 novembre 1626.
L'intention du prince-électeur Georges-Guillaume d'épouser la cause des Impériaux devint dès lors une obligation de fait. Dans ce contexte, la mise en accusation de Winterfeld, préparée de longue main par son pire ennemi, le chancelier Adam von Schwartzenberg, est bien compréhensible. L'acte d'accusation ne comprenait pas moins de 332 articles, et l'accusé devait en répondre sans pouvoir compter sur l'appui impérial. On reprochait principalement à Winterfeld d'avoir pris part en 1626 à l'invasion danoise de la Marche de Brandebourg, et d'avoir, par ses renseignements et son action, facilité la prise de Pillau par la Suède ; mais le procès tourna court car les preuves avancées étaient des plus maigres et la force des armées ennemies suffisait seule à expliquer les défaites de l’Électeur de Brandebourg.
On invita Winterfeld, moyennant sa remise en liberté, à ne pas faire appel de ce procès et on lui interdit de se mettre au service d'une puissance étrangère. Grâce à la protection du roi Christian de Danemark, il passa les années suivantes entre Hambourg et sa charge de doyen du diocèse de Havelberg. Il repoussa l'offre du roi de Danemark de devenir son chancelier.
À l'avènement du successeur de Georges-Guillaume, le jeune Frédéric-Guillaume (et futur « Grand-Électeur »), Winterfeld fut rétabli en 1641 conseiller et même président du Conseil, malgré les protestations de la cour impériale de Vienne. Le revirement politique, à la fois intérieur et extérieur, opéré par Frédéric-Guillaume dès son couronnement, se ressent de l'influence de Winterfeld.
Avec la chute du comte von Schwartzenberg, le parti catholique dut en rabattre et Winterfeld put enfin négocier la paix avec la Suède. Il fut immédiatement élevé au rang de gouverneur de la Marche électorale, charge qu'il devait conserver jusqu'à sa mort, le 25 juillet 1643. Ce n'était pourtant pas une sinécure, d'innombrables troupes ennemies continuant de piller la région, et les conditions de capitulation imposées par la Suède étant particulièrement pénibles. Samuel von Winterfeld fut inhumé dans la cathédrale de Havelberg.